# Bas Belder
Bastiaan (Bas) Belder (Ridderkerk, 25 oktober 1946) is een Nederlandse politicus. Tussen juli 1999 en juli 2019 was hij lid van het Europees Parlement voor de SGP. Eerder werkte hij in het onderwijs en was hij buitenlandredacteur van het Reformatorisch Dagblad. Hij was lijsttrekker van de SGP bij de Europese verkiezingen van 2004. In het Europees Parlement sloot hij zich samen met Hans Blokland van de ChristenUnie aan bij de Onafhankelijkheid en Democratie Groep. Vanaf 2009 opereerde hij gescheiden van de ChristenUnie in het EP, omdat de SGP niet mocht toetreden tot de ECR. Sinds de verkiezingen van 2014 vormde hij samen met Peter van Dalen de ChristenUnie-SGP Eurofractie die deel uitmaakt van de ECR-fractie. Bij de verkiezingen van 2019 keerde Belder niet terug als lijsttrekker.

## Opleiding
Na de middelbare school volgde een studie M.O. geschiedenis aan de Nutsacademie te Rotterdam. Vervolgens deed hij kandidaats- en doctoraalexamen geschiedenis aan de Rijksuniversiteit Utrecht, met als hoofdvak Oost-Europese geschiedenis. Het bijvak voor zijn kandidatuur en doctoraal was Chinese geschiedenis.

## Loopbaan
Van 1969 tot 1 augustus 1984 was Belder docent geschiedenis aan de Christelijke Scholengemeenschap "Johannes Calvijn" te Rotterdam-Zuid. In 1984 werd hij redacteur buitenland bij het Reformatorisch Dagblad in Apeldoorn. Aanvankelijk was hij hoofd van deze redactie en vanaf 1 januari 1991 redacteur Midden- en Oost-Europa en Midden-Oosten, alsmede commentator. Het ooggetuige zijn van de omwenteling van 1989 in Midden- en Oost-Europa was een journalistiek hoogtepunt.
Vanaf 20 juli 1999 is hij Lid van het Europees Parlement namens de lijstcombinatie GPV/RPF/SGP, sinds 2002 ChristenUnie-SGP. Bij de verkiezingen van 2009 kwamen de SGP en de ChristenUnie opnieuw met een gezamenlijke lijst; lijsttrekker was Peter van Dalen namens de ChristenUnie. Bas Belder stond op plaats 2 namens de SGP. De combinatie kreeg twee zetels. Twee weken na de verkiezingen kwam het echter tot een breuk. ChristenUnie en SGP hadden samen met onder meer de Britse Conservatieven een nieuwe fractie gevormd, de Europese Conservatieven en Reformisten. Het vrouwenstandpunt van de SGP bleek toch een breekpunt voor de Britten. Uiteindelijk koos Belder voor de eveneens nieuwe fractie Europa van Vrijheid en Democratie, die ook UKIP en het Italiaanse Lega Nord herbergt. Na het wijzigen van het vrouwenstandpunt binnen de SGP en de verkiezingen van 2014 trad Belder wel toe tot de ECR-fractie.

## Europese (parlements)commissies
1999-2004
Commissies
- Lid van de commissie buitenlandse zaken, mensenrechten, gemeenschappelijke veiligheid- en defensiebeleid, van september 1999 tot juli 2004.
- Lid van de Tijdelijke commissie Echelon-interceptiesysteem, vanaf juli 2000 tot en met september 2001
- Plaatsvervangend lid van de commissie constitutionele zaken, van september 1999 tot juli 2004.
- Plaatsvervangend lid van de commissie industrie, externe handel, onderzoek en energie, van september 1999 tot juli 2004.

Delegaties
- Ondervoorzitter van de delegatie voor de betrekkingen met de Verenigde Staten, van september 1999 tot juli 2004.
- Lid van de delegatie voor de betrekkingen met de lidstaten van de ASEAN, Zuidoost-Azië en de Republiek Korea, van februari 2002 tot juli 2004.
- Lid in de Parlementaire Paritaire Vergadering van de Overeenkomst tussen de Staten in Afrika, het Caribisch gebied en de Stille Oceaan en de Europese Unie (ACS-EU, vanaf oktober 2000 tot en met januari 2002.
- Plaatsvervangend lid van de delegatie in de Gemengde Parlementaire Commissie EU-Roemenië, van februari 2002 tot juli 2004.

2004-2009
Commissies
- Lid van de commissie buitenlandse zaken, vanaf juli 2004 tot en met juli 2009.
- (Plaatsvervangend) lid van de commissie constitutionele zaken vanaf juli 2004 tot en met juli 2009.
- Plaatsvervangend lid van de commissie internationale handel, vanaf juli 2004 tot en met juli 2009.
- Plaatsvervangend lid van de commissie Regionale ontwikkeling, van januari 2007 tot en met juli 2009.

Delegaties
- Ondervoorzitter van de delegatie voor de betrekkingen met Israël, vanaf september 2004 tot en met juli 2009.
- Lid van de delegatie voor de betrekkingen tussen de EU en India, vanaf maart 2007 tot en met juli 2009.
- Lid van de delegatie voor de betrekkingen tussen de EU en Bulgarije, vanaf september 2004 tot en met december 2006.
- Plaatsvervangend lid van de delegatie voor de betrekkingen tussen de EU en de Verenigde Staten, van juli 2004 tot en met juli 2009.
- Plaatsvervangend lid van de delegatie in de parlementaire samenwerkingscommissie EU-Rusland, van maart 2007 tot en met juli 2009

2009-2014
Commissies
- Lid van de commissie buitenlandse zaken, vanaf juli 2009
- Plaatsvervangend lid in de commissie internationale handel, 2009-2011
- Plaatsvervangend lid in de commissie begroting, vanaf juli 2009
- Plaatsvervangend lid in de subcommissie mensenrechten, vanaf juli 2009
- Plaatsvervangend lid in de commissie economische en monetaire zaken, vanaf januari 2013

Delegaties
- Voorzitter van de delegatie voor de betrekkingen tussen de EU en Israël, vanaf september 2009
- Lid van de delegatie voor de betrekkingen met Iran, 2009-2011
- Lid van de delegatie voor de betrekkingen met Japan, vanaf januari 2013
- Lid van de delegatie in de Euro-mediterrane Parlementaire Vergadering, vanaf september 2009
- Lid van de conferentie van de delegatievoorzitters, vanaf september 2009
- Plaatsvervangend lid van de delegatie voor de betrekkingen tussen de EU en de Verenigde Staten, vanaf september 2009

2014-2019
Commissies
- Lid van de commissie Buitenlandse zaken, vanaf juli 2014
- Plaatsvervangend lid van de commissie landbouw, vanaf juli 2014

Delegaties
- Vicevoorzitter van de delegatie voor de betrekkingen tussen de EU en Israël, vanaf oktober 2014

Overige
- Voorzitter van de werkgroep "Menselijke Waardigheid"[1] in het Europees Parlement, vanaf oktober 2015

## Wetenswaardigheden
- Belder werd in 1999 met voorkeurstemmen gekozen in het Europees Parlement.
- Hij kwam in mei 2004 onder vuur te liggen vanwege de wijze waarop hij zijn reiskosten declareerde. Het een en ander voldeed niet aan de gedragscode voor Nederlandse Europarlementariërs. De SGP concludeerde na een (niet openbaar gemaakt) intern onderzoek dat Belder geen blaam trof.
- Volgens NOS heeft Belder in alle jaren dat hij sinds 1999 in het Europees Parlement zat in totaal 790.000 euro ontvangen aan onkostenvergoedingen. Hij heeft niet meegewerkt aan het geven van inzage aan de besteding daarvan.[2]
- In 2017 kwam Belder opnieuw in opspraak omdat hij niet bereid bleek de besteding van zijn maandelijkse onkostenvergoeding te openbaren. Hierop volgde een stevige botsing met het SGP-hoofdbestuur.[3]
- Belder werd in 2019 opgevolgd door Bert-Jan Ruissen.